# آنتونی روبیک
آنتونی روبیک (انگلیسی: Antony Robic؛ زادهٔ ۵ مارس ۱۹۸۶) بازیکن فوتبال اهل فرانسه است.
از باشگاه‌هایی که در آن بازی کرده‌است می‌توان به باشگاه فوتبال نانسی، باشگاه فوتبال شامروک روورز، و باشگاه فوتبال تولوز اشاره کرد.